# Neon Genesis Evangelion : Plan de complémentarité Shinji Ikari
Neon Genesis Evangelion : Plan de complémentarité Shinji Ikari (新世紀エヴァンゲリオン 碇シンジ育成計画, Shin Seiki Evangerion: Ikari Shinji Ikusei Keikaku) est un manga de Takahashi Osamu adapté du jeu vidéo Neon Genesis Evangelion: Shinji Ikari Raising Project, lui-même adapté de la série d'animation Neon Genesis Evangelion. Pré-publié au Japon dans le magazine Shōnen Ace, seuls les 14 premiers des 18 volumes ont été publiés en français par l'éditeur Tonkam.
Cette adaptation s'éloigne de l'ambiance très sombre de l’œuvre originale pour se rapprocher du ton léger du précédent manga Neon Genesis Evangelion: The Iron Maiden 2nd qui présentait déjà les personnages de la série dans un cadre scolaire.

## Liste des volumes
| no | Japonais          | Japonais          | Français         | Français          |
| no | Date de sortie    | ISBN              | Date de sortie   | ISBN              |
| -- | ----------------- | ----------------- | ---------------- | ----------------- |
| 1  | 23 mars 2003      | 4-04-713801-0     | 9 juillet 2008   | 978-2-7595-0163-2 |
| 2  | 21 juillet 2006   | 4-04-713838-X     | 22 octobre 2008  | 978-2-7595-0164-9 |
| 3  | 19 juin 2007      | 978-4-04-713935-0 | 21 janvier 2009  | 978-2-7595-0165-6 |
| 4  | 23 août 2007      | 978-4-04-713960-2 | 22 avril 2009    | 978-2-7595-0166-3 |
| 5  | 26 mars 2008      | 978-4-04-715030-0 | 1er juillet 2009 | 978-2-7595-0262-2 |
| 6  | 25 octobre 2008   | 978-4-04-715098-0 | 7 octobre 2009   | 978-2-7595-0263-9 |
| 7  | 26 mars 2009      | 978-4-04-715206-9 | 12 mai 2010      | 978-2-7595-0264-6 |
| 8  | 26 juin 2009      | 978-4-04-715258-8 | 31 août 2010     | 978-2-7595-0405-3 |
| 9  | 26 décembre 2009  | 978-4-04-715347-9 | 24 novembre 2010 | 978-2-7595-0406-0 |
| 10 | 26 mai 2010       | 978-4-04-715456-8 | 16 février 2011  | 978-2-7595-0407-7 |
| 11 | 26 février 2011   | 978-4-04-715624-1 | 5 octobre 2011   | 978-2-7595-0408-4 |
| 12 | 26 septembre 2011 | 978-4-04-715737-8 | 11 avril 2012    | 978-2-7595-0779-5 |
| 13 | 26 mai 2012       | 978-4-04-120253-1 | 3 juillet 2013   | 978-2-7595-0828-0 |
| 14 | 26 novembre 2012  | 978-4-04-120489-4 | 29 juillet 2014  | 978-2-7560-5535-0 |
| 15 | 26 août 2013      | 978-4-04-120836-6 |                  |                   |
| 16 | 26 juin 2014      | 978-4-04-101746-3 |                  |                   |
| 17 | 26 novembre 2014  | 978-4-04-101747-0 |                  |                   |
| 18 | 24 mai 2016       | 978-4-04-101748-7 |                  |                   |